# Marc-Roland Peter

Marc-Roland Peter (1988)

Marc-Roland Peter (* 1941; † 19. Februar 2001 in Bern) war ein Schweizer Journalist und Politiker (SVP).

## Leben
Vom 1. Mai 1973 bis Ende 1984 war Peter Bundeshausredaktor des Schweizer Fernsehens. Von 1977 bis 1984 war er Berner Stadtrat. Von 1985 bis zu seiner Abwahl 1992 war er Gemeinderat der Stadt Bern. Er stand der Planungs- und Baudirektion vor.